# Cretapsychoda inexpectata
Cretapsychoda inexpectata är en tvåvingeart som beskrevs av Azar , Nel, Solignac, Paicheler och Philippe Bouchet 1999. Cretapsychoda inexpectata ingår i släktet Cretapsychoda och familjen fjärilsmyggor.
Artens utbredningsområde är Libanon. Inga underarter finns listade i Catalogue of Life.